# Hubert Hauser

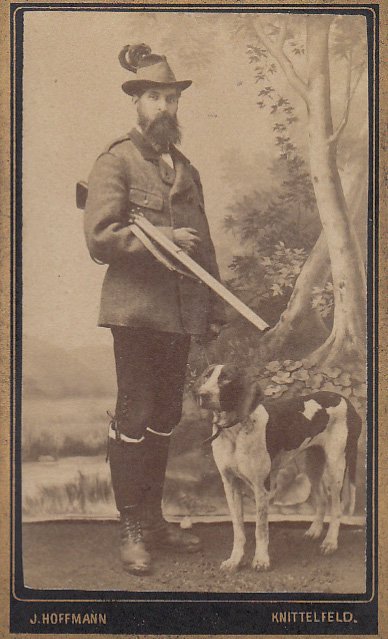
Hubert Hauser

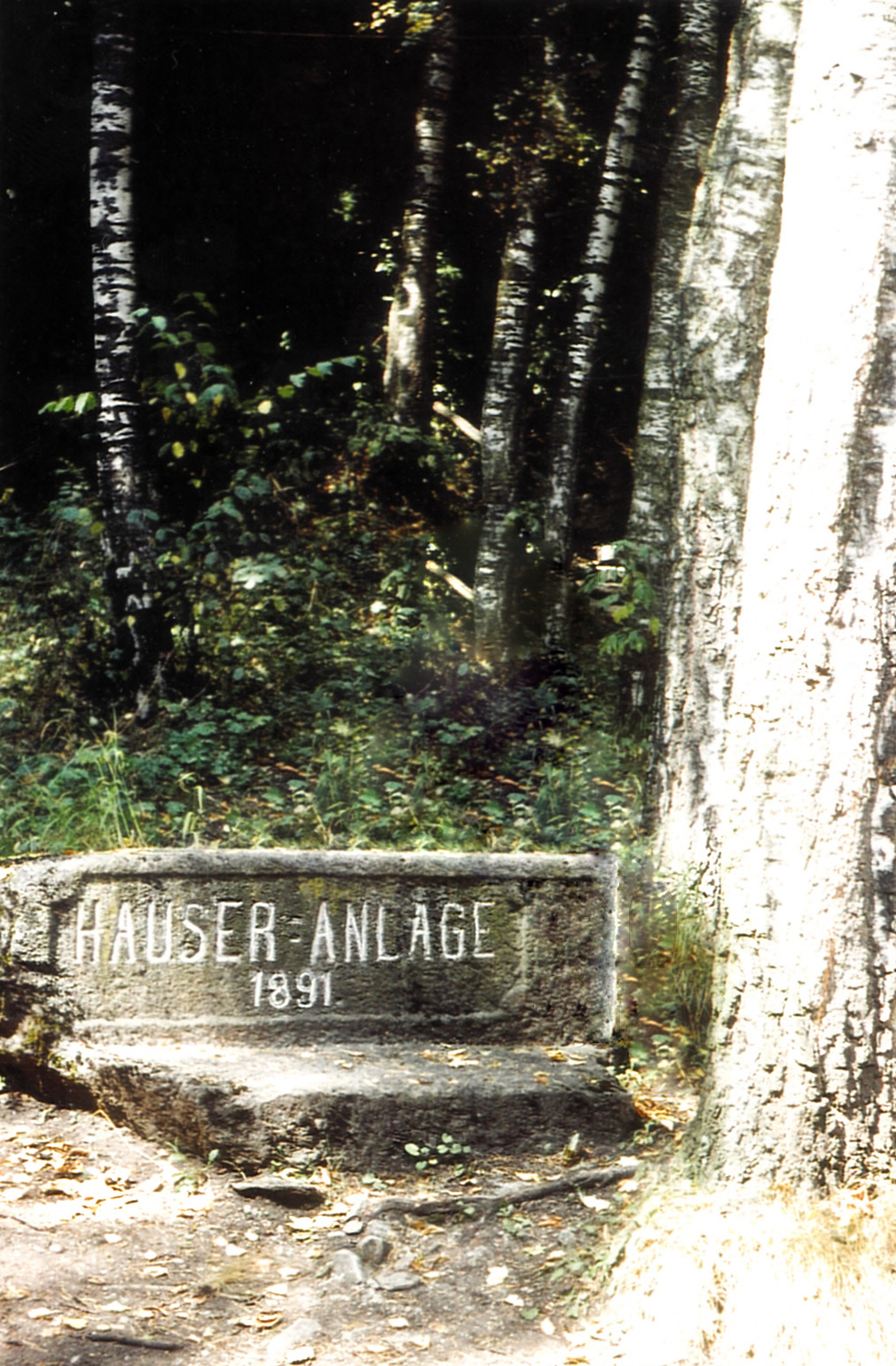
Denkmal Hubert Hauser am Petersberg

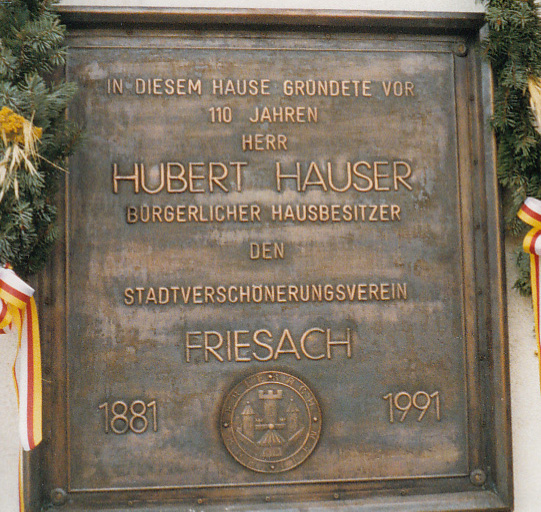
Stadtverschönerungsverein

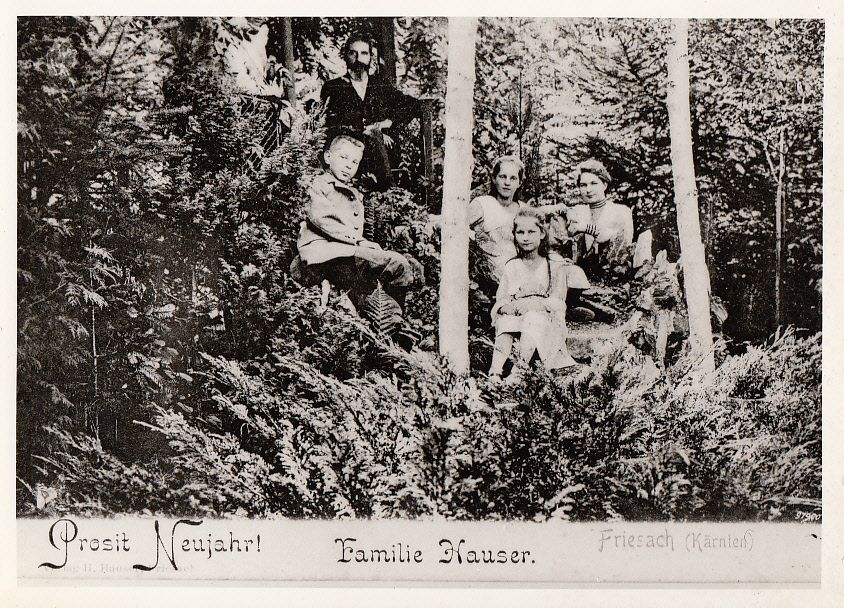
Familie Hauser

Hubert Hauser (* 1856; † 16. Mai 1913 in Friesach) war ein österreichischer Kaufmann und Heimatforscher.
Hubert Hauser ist der Großvater des Nationalrats Heinz Gärtner und der Urgroßvater des Politikwissenschaftlers Heinz Gärtner.
Hubert Hauser hat entscheidend zur Bewahrung von Kulturgut der Stadt Friesach beigetragen. Neben Aktivitäten, um den Fremdenverkehr zu fördern, wie die Errichtung eines Sportplatzes, Tennisplatzes, einer Schießstätte, eines Voll-, Schwimm- und Wannenbades, von Kegelbahnen, eines Kinderspielplatzes, Radfahrvereines, von Dilettanten- oder Schauspielervorstellungen im Städtischen Theater, Abhaltung von Promenadenkonzerten, Gründung eines Wohnungskomitees für Auskünfte an Sommergäste, Schaffung von Spazierwegen mit Bänken, Anlagen mit Aussichtspunkten, ist die Erhaltung der Burg Petersberg sein Verdienst.
1881 war er Mitbegründer des Stadtverschönerungsvereines, dessen Obmann er auch war. Dieser nannte als eines seiner wichtigsten Ziele, „die Zerstörung von Ruinen und Verschleppung von Alterthümern hintanzuhalten“. 1892 wurde der Erwerb der Ruinen des Petersberges, die zur Demolierung vom privaten Besitzer angeboten wurde, mit Unterstützung der Regierung möglich. Die schrittweise Sanierung erfolgte durch Mittel des Verschönerungsvereines, durch Sammlungen und Wohltätigkeitsveranstaltungen. 
Am 16. Mai 1913 stürzte er bei der Besichtigung von Renovierungsarbeiten vom Bergfried des Petersberges in die Tiefe und erlag seinen schweren Verletzungen. 
Der Hauserstein am Petersberg ist sein schlichtes Denkmal. Weiters wurde in Friesach eine Straße nach ihm benannt.

## Werke
- Hubert Hauser: Kurz gefasste Profan- und Kirchen-Geschichte der Stadt Friesach in Kärnten J. R. Bertschinger, Klagenfurth, 1884 Digitalisat[2]
- Hubert Hauser: Illustrierter Führer durch die Stadt Friesach (Kärnten) und deren Umgebung - nebst geschichtlichen Daten vom Jahre 860 bis 1905. Eigenverlag, Verlagsort Friesach, 1905.#
Hubert Hauser: Führer durch die Stadt Friesach in Kärnten und deren Umgebung, nebst geschichtlichen Daten. 2., verm. u. verb. Aufl., Wien : Waldheim, 1890[3]